# Гельнер, Бартош
Бартош «Бартек» Гельнер (польск. Bartosz Gelner; род. 25 апреля 1988, Хожув, Польша) — польский актёр театра и кино.

## Биография

### Ранние годы
Родился в Польше, городе Хожув. Бартош свой актёрский талант начал проявляться уже в средней школе («Лицей им. Словацкого», 2004—2007), где был одним из создателей «Кабаре на 3/4». Также он показал себя, как активный общественный деятель (председатель в 2005—2006 годах) молодёжного совета. После окончания школы пытался поступить в театральные школы в Варшаве, Кракове и во Вроцлаве, но провалился.

### Образование
Является выпускником «Lart studiO», а в 2012 году закончил «PWST им. Людвика Сольского» в Кракове.

### Личная жизнь
В данный момент живёт в Варшаве со своей девушкой.

## Фильмография

### Работы в кино
| Фильмы | Фильмы               | Фильмы             | Фильмы                |
| Год    | На русском языке     | На языке оригинала | Роль                  |
| ------ | -------------------- | ------------------ | --------------------- |
| 2013   | Плавающие небоскрёбы | Płynące wieżowce   | Михал                 |
| 2012   | День мошенничества   | Dzień oszusta      | Лешек                 |
| 2011   | Зал самоубийц        | Sala samobójców    | Александр Любомирский |
| 2011   | Верность             | Wierność           | Молодой Тонио         |

### Работы в сериалах
| Фильмы | Фильмы           | Фильмы             | Фильмы               |
| Год    | На русском языке | На языке оригинала | Роль                 |
| ------ | ---------------- | ------------------ | -------------------- |
| 2012   | Комиссар Алекс   | Komisarz Alex      | Томаш Вольский       |
| 2012   | Правосудие Агаты | Prawo Agaty        | Роберт               |
| 2010   | Спасатели        | Basqiuat           | Гасиор               |
| 2009   | Пристань         | Przystań           | Олаф Козловский      |
| 2008   | Время чести      | Czas honoru        | Лейтенант Алан       |
| 2008   | Отец Матеуш      | Ojciec Mateusz     | Игорь Вольны         |
| 2007   | Цвета счастья    | Barwy szczęścia    | Бартек (Сын Валерии) |

### Работы в театре
• «Katastronauci», реж. Ига Ганьчарчык. Новый театр в Варшаве.
• «(A)pollonia», реж. Кшиштоф Варликовский. Новый театр в Варшаве.
• «Kabaret warszawski», реж. Кшиштоф Варликовский. Новый театр в Варшаве.

### Награды
- Премия имени Петра Лазаркевича.